# George Kockers
George Kockers was een tussen 1787 en 1810 in Nederland werkzame goudsmid, medailleur, etser en kunstschilder. Van 1792 tot 1799 werkte hij aan de Middelburgse munt.
Het op de kruisen van de Orde van de Unie gebruikte portret van koning Lodewijk Napoleon van Holland wordt aan hem toegeschreven. Van Zelm van Eldik noemt hem alleen "George" en een "Fransman". Pieter Scheen geeft summiere biografische gegevens en vermeldt hem als portrettist.